# Jaco the Galactic Patrolman
Jaco: The Galactic Patrolman (em português, Jaco, O Patrulheiro Galático) é uma série de mangá do gênero comédia escrita e ilustrada por Akira Toriyama. Foi originalmente publicada na revista Weekly Shonen Jump de julho à setembro de 2013.
A história é definida antes dos eventos de Dragon Ball de Toriyama e apresenta alguns de seus personagens. No Brasil, o mangá foi lançado em outubro de 2017 pela Panini Comics.

## Enredo
Jaco, um patrulheiro galáctico enviado à Terra para protegê-la de um ataque alienígena maligno, cai na Terra. Ele conhece o cientista aposentado Omori, que se oferece para tentar consertar sua espaçonave. No dia seguinte, o policial Katayude informa a Omori que ele não tem o direito de viver na ilha e tem que desocupá-la em uma semana ou será preso. Jaco descobre que Omori continuou sua pesquisa sobre viagem no tempo para salvar sua falecida esposa e assistentes, mas só é capaz de acelerar temporariamente o modo como o usuário experimenta o tempo, dando a ilusão de tempo parado (De acordo com Jaco, viagens no tempos são contra a lei intergaláctica). Omori repara a espaçonave, mas deduz que ela precisa de um metal muito caro como combustível.
Durante uma viagem à capital para suprimentos, Jaco salva uma jovem de bandidos, mas também ataca inadvertidamente a polícia, tornando-se um homem procurado. A jovem, chamada de Tights, decide se juntar a Jaco e Omori na ilha e compra uma pequena quantia do metal caro com o dinheiro que recebeu por concordar em atuar como uma dublê para uma estrela pop em um perigoso golpe publicitário de lançamento de foguete espacial. Embora não seja suficiente para fazer uma viagem para casa, ele permitirá que Jaco peça ajuda. No entanto, ele quebra as antenas de rádio da nave enquanto se exibe.
Katayude vê uma reportagem sobre o crime de Jaco na capital e percebe que ele viu o suspeito na ilha de Omori. Ele chega com uma equipe no dia seguinte para prender Jaco. Durante o confronto, o foguete segurando onde está Tights e começa a cair. Depois de rapidamente subjugar a polícia, Jaco e Omori usam a máquina do tempo incompleta da Omori para se darem tempo suficiente para salvar Tights. Em agradecimento por evitar uma catástrofe, Katayude não apenas promete manter o paradeiro de Jaco em segredo, mas também permite que Omori permaneça na ilha.
No dia em que o alienígena maligno invasor deveria pousar, Jaco não vê a nave pousar graças a Tights e chega à conclusão de que a Terra está salva. No entanto, o alienígena de fato pousou e foi recebido por Son Gohan, que lhe deu o nome de Son Goku. Pensando em usar partes do nave para ganhar o dinheiro necessário para o combustível, o trio chama o pai de Tights, o Dr. Briefs, um gênio científico e o homem mais rico do mundo. Mas é sua filha, Bulma, que conserta as antenas e informa a todos que o metal caro não é a fonte de energia do navio, mas é usado apenas para armazenar energia, enquanto o cobre, que é muito mais barato faria o mesmo trabalho. Jaco volta para casa e Omori compra a ilha com dinheiro do Dr. Briefs. Anos mais tarde, Katayude se mudou para a ilha também, Tights se tornou uma escritora de ficção científica, Jaco encontrou uma namorada e ocasionalmente a visita, e Bulma vai embora, tendo acabado de começar uma jornada para reunir sete esferas do Dragão, que concedem desejos a quem consegue reuni-las.

## Personagens
- Jaco - Um patrulheiro galático alienígena com um forte senso de justiça.
- Omori - Um ex-cientista que se torna o primeiro amigo de Jaco na Terra.
- Tights - Uma jovem que se torna amiga de Jaco e Omori e deseja ser uma escritora de ficção científica. Ela é a irmã mais velha de Bulma, uma personagem de Dragon Ball.
- Katayude - Um agente do governo que tenta remover Jaco da ilha de Omori.

## Produção
Jaco The Galactic Patrolman é o primeiro mangá de Akira Toriyama em 13 anos, sucedendo Sand Land, que foi publicado em 2000. Toriyama começou a planejar o mangá em 2012 e pretendia publicá-lo durante o lançamento de Dragon Ball Z: Battle of Gods.
Ele observou que Jaco the Galactic Patrolman  estava sendo lançado simultaneamente no exterior e disse que enquanto os fãs estrangeiros provavelmente esperavam uma série de ação como Dragon Ball, Jaco é simples e eles podem ter problemas para entender elementos japoneses. Toriyama chamou o mangá de "história pateta e divertida de amizade" e nomeou sua história favorita e personagem principal que ele criou.
O autor desenhou tudo em um computador e, pela primeira vez, criou storyboards separados dos manuscritos. Ele primeiro criou um storyboard que ele enviou ao seu editor para aprovação. Uma vez aprovado, ele usou o storyboard como base para desenhar um manuscrito que mais tarde é desenhado novamente na finalização com ajustes na imagem, se necessário. Antes de Jaco, ele usava um manuscrito como storyboard para ter apenas que desenhar um capítulo duas vezes, em vez de três vezes. Seu editor terminou as letras e ocasionalmente ele fez outra pessoa fazer o logo da série. Além disso, Toriyama afirmou que este provavelmente seria o último mangá para o qual ele fornecerá as imagens.
Ele notou que Jaco The Galactic Patrolman, estava sendo lançado simultaneamente no exterior e disse que, enquanto os fãs estrangeiros provavelmente esperavam uma série de ação como Dragon Ball, Jaco é simples e eles podem ter dificuldade em entender elementos japoneses. Toriyama chamou o mangá de uma "história boba e divertida de amizade" e nomeou sua história favorita e personagem principal que ele criou.

## Lançamento
Escrito e ilustrado por Akira Toriyama, Jaco The Galactic Patrolman, foi publicado na Weekly Shonen Jump da edição 33 em 29 de julho até a edição 44 em 14 de outubro de 2013 em comemoração ao 45º aniversário da revista.  Os onze capítulos foram encadernado em um tankōbon e uma edição maior no formato kanzenban que foram lançados em 4 de abril de 2014 por Shueisha.  Ambas as versões contêm uma história de bônus com foco em Dragon Ball, que revela a mãe de Goku, enquanto o kanzenban sozinho inclui um cartão postal, um chaveiro e um distintivo de Patrulha Galáctica. A série foi lançada digitalmente em 4 de julho de 2014.

## Lista de capítulos
| N.º | Título                                                   | Data de lançamento original               | Data de lançamento lançamento licenciado               |
| --- | -------------------------------------------------------- | ----------------------------------------- | ------------------------------------------------------ |
| 1 | Jaco the Galactic Patrolman Jaco, O Patrulheiro Galático | 4 de abril de 2014 ISBN 978-4-08-870892-8 | Outubro de 2017[carece de fontes?] ISBN 978-8542608373 |
| \| - Capítulo 1 : "The Galactic Patrolman Goes to Earth" (銀河パトロール地球へ, Ginga Patorōru Chikyū e) - Capítulo 2 : "The Galactic Patrolman's Discovery" (銀河パトロールの発見, Ginga Patorōru no Hakken) - Capítulo 3 : "The Galactic Patrolman's Spaceship" (銀河パトロールの宇宙船, Ginga Patorōru no Uchūsen) - Capítulo 4 : "The Galactic Patrolman Goes to the Capital" (銀河パトロール都に行く, Ginga Patorōru Miyako ni Iku) - Capítulo 5 : "The Galactic Patrolman's Enforcement" (銀河パトロールの制裁, Ginga Patorōru no Seisai) - Capítulo 6 : "The Galactic Patrolman and Tights" (銀河パトロールとタイツ, Ginga Patorōru to Taitsu) - Capítulo 7 : "The Galactic Patrolman's Failure" (銀河パトロールの失敗, Ginga Patorōru no Shippai) - Capítulo 8 : "The Galactic Patrolman is Deeply Touched" (銀河パトロール感激, Ginga Patorōru Kangeki) - Capítulo 9 : "The Galactic Patrolman on the Move" (銀河パトロール発進, Ginga Patorōru Hasshin) - Capítulo 10 : "The Galactic Patrolman's Glory" (銀河パトロールの栄光, Ginga Patorōru no Eikō) - Capítulo +1 : "The Galactic Patrolman: Mission Accomplished!" (銀河パトロール任務完了, Ginga Patorōru Ninmu Kanryō) - História especial bônus : "Dragon Ball −(Minus): The Departure of the Fated Child" (DRAGON BALL －（マイナス）放たれた運命の子供, Doragon Bōru −(Mainasu): Hanatareta Unmei no Kodomo) \| |                                                          |                                           |                                                        |
| A História especial bônus acontece um pouco antes de "Jaco, o Patrulheiro Galáctico". Todos os saiyajins, incluindo Bardock, são ordenados a retornar ao Planeta Vegeta por Freeza. Freeza, sem saber, decidiu acabar com todos os saiyajins e seu planeta com medo de um Super Saiyajin e Super Saiyajin Deus. Tendo um sentimento sinistro, Bardock convence Gine a enviar secretamente seu filho Kakaroto para a Terra. Tendo detectado o nave, o Rei Galáctico envia Jaco para investigar a Terra antes de pousar para determinar se vale a pena salvar dos Saiyajins. |                                                          |                                           |                                                        |
| - Capítulo 1 : "The Galactic Patrolman Goes to Earth" (銀河パトロール地球へ, Ginga Patorōru Chikyū e) - Capítulo 2 : "The Galactic Patrolman's Discovery" (銀河パトロールの発見, Ginga Patorōru no Hakken) - Capítulo 3 : "The Galactic Patrolman's Spaceship" (銀河パトロールの宇宙船, Ginga Patorōru no Uchūsen) - Capítulo 4 : "The Galactic Patrolman Goes to the Capital" (銀河パトロール都に行く, Ginga Patorōru Miyako ni Iku) - Capítulo 5 : "The Galactic Patrolman's Enforcement" (銀河パトロールの制裁, Ginga Patorōru no Seisai) - Capítulo 6 : "The Galactic Patrolman and Tights" (銀河パトロールとタイツ, Ginga Patorōru to Taitsu) - Capítulo 7 : "The Galactic Patrolman's Failure" (銀河パトロールの失敗, Ginga Patorōru no Shippai) - Capítulo 8 : "The Galactic Patrolman is Deeply Touched" (銀河パトロール感激, Ginga Patorōru Kangeki) - Capítulo 9 : "The Galactic Patrolman on the Move" (銀河パトロール発進, Ginga Patorōru Hasshin) - Capítulo 10 : "The Galactic Patrolman's Glory" (銀河パトロールの栄光, Ginga Patorōru no Eikō) - Capítulo +1 : "The Galactic Patrolman: Mission Accomplished!" (銀河パトロール任務完了, Ginga Patorōru Ninmu Kanryō) - História especial bônus : "Dragon Ball −(Minus): The Departure of the Fated Child" (DRAGON BALL －（マイナス）放たれた運命の子供, Doragon Bōru −(Mainasu): Hanatareta Unmei no Kodomo)       |                                                          |                                           |                                                        |